# 연표 목록
한국어 위키백과 상의 연표 목록이다.

## 가공의 연표
- 도라에몽의 연표
- 신세기 에반게리온의 연표
- 악튜러스 연대표
- 용과 같이 시리즈의 연표
- 우주세기
- 원피스의 연표
- 마블 시네마틱 유니버스의 연표
- 인디아나 존스의 연표
- 블레이드 러너의 연표
- 슈퍼스트링의 연표
- 엑스맨의 연표
- 프레디의 피자가게의 연표
- 발레리안: 천 개 행성의 도시의 연표
- 홈프론트의 연표
- 홈프론트: 더 레볼루션의 연표
- 2009 로스트 메모리즈의 연표
- 내츄럴 시티의 연표

## 과학
- 틀:생물 연표
- 틀:인류 연표
- 틀:자연 연표
- 고생물학 연대표(기원전 6세기경 – )
- 수학사 연표
- 지질 시대

## 군사
- 프랑스 혁명 연표 (1786년 – 1799년)
- 제1차 세계 대전의 연표 (1914년 – 1918년)
- 제2차 세계 대전 연표 (1939년 – 1945년)
  - 제2차 세계 대전 이전 사건 연표
  - 겨울전쟁 연표 (1939년 – 1940년)
  - 북아프리카 전역 연표 (1940년 – 1943년)
  - 제2차 세계 대전 동부 전선의 연표 (1941년 – 1945년)
  - 제2차 세계 대전 연표 (1939년)
  - 제2차 세계 대전 연표 (1940년)
  - 제2차 세계 대전 연표 (1941년)
  - 제2차 세계 대전 연표 (1942년)
  - 제2차 세계 대전 연표 (1943년)
  - 제2차 세계 대전 연표 (1944년)
  - 제2차 세계 대전 연표 (1945년)

### 기술
- 국가별 컬러 텔레비전 방송 시작년도
- 나라별 최초의 우주발사체
- 나라별 최초의 우주인
- 리눅스 커널
- 비디오 게임 콘솔
- 오디오 포맷
- 웹 브라우저 연대표
- 프로그래밍 언어의 역사
- 항공 연대표
- 현미경 연대표

## 문화
- 마리오 시리즈의 비디오 게임 목록(1981년 – )
- 문자 발명가 목록
- 미술사 연표
- 사상사 연표
- 음악사 연표 (기원전 2천년경 – )
- BBC의 연대표 (1922년 – )

## 사회
- 법제사 연표
- LG전자의 역사

## 역사
- 역사 연표

### 지역 연표
- 몽골의 역대 칸
- 미국 역사 연표
- 아일랜드사 연표
- 일본사 시대 구분표
- 핀란드의 군주
- 한국사 연표

### 고대사
- 근동의 고대사 연대학
- 로마 황제 목록
- 이집트사 연대학 (기원전 3천년경 – )
- 셀주크 왕조 (11세기경 – 14세기경)

### 근·현대사
- 조선 시대 연표
- 동아시아 근대사 연표
- 20세기 연표
- 냉전 연표
- 유럽 연합 역사의 타임라인
- 문재인 정부의 연표

## 종교
- 교황 목록
- 기독교 연표

## 같이 보기
- 연표
- 연대학
- 서력기원
- 창조연대
- 지구의 역사
- 우주의 역사